# Iuri Țurcanu
Iuri (Iurie) Mihailovici Țurcanu (în rusă Юрий Михайлович Цуркану; n. 8 februarie 1962, Chișinău, RSS Moldovenească, URSS) este un regizor de teatru, actor și pedagog teatral rus, originar din Republica Moldova. Este cunoscut pentru interpretările sale ale clasicilor ruși pe scena teatrală și pentru activitatea sa în cadrul Teatrului „Antrepriza Rusă” din Sankt Petersburg.

## Biografie
Iuri Țurcanu s-a născut la 8 februarie 1962 în Chișinău, Moldova, pe atunci parte a Uniunii Sovietice. A absolvit Conservatorul din Chișinău la specializarea „Actor de teatru dramatic”. În 1985 s-a mutat la Leningrad (actualul Sankt Petersburg), unde a fost admis la Institutul de Teatru, Muzică și Cinematografie „N.K. Cerkasov” (în prezent Academia de Stat de Artă Teatrală din Rusia), în clasa profesorului Gheorghi Aleksandrovici Tovstonogov. După moartea lui Tovstonogov și a primului său mentor, A.I. Kațman, principalul său profesor a devenit Irina Borisovna Malocevskaia. Printre colegii săi de clasă s-au numărat V. Kramer, N. Fisson, S. Russkin și Vlad Furman. 

## Cariera artistică
În anii 1990, Iuri Țurcanu a activat în teatrele din Petrozavodsk, Republica Karelia. În perioada 1998–1999 a fost regizor principal al Teatrului de Păpuși de Stat al Republicii Karelia. Pentru montările sale de spectacole de păpuși pe scena acestui teatru (inclusiv „Prințesa-broască”), a fost distins de patru ori cu premiul teatral suprem al Republicii Karelia – „Masca Onega”. 
În anul 2000 a fost invitat de Rudolf Furmanov să monteze un spectacol la Teatrul „Antrepriza Rusă” din Sankt Petersburg, care poartă numele lui Andrei Mironov. Cu ocazia aniversării lui Mironov, Țurcanu a pus în scenă piesa „Fanteziile lui Fariatiev” de Alla Sokolova, avându-i în rolurile principale pe Serghei Bîzgu (Pavel Fariatiev) și Nelli Popova (Alexandra). După succesul acestei producții, în 2000, a început repetițiile pentru spectacolul „Cinci seri”. Versiunea scenică a piesei a fost realizată de dramaturgul A.M. Volodin, care a adus câteva modificări textului, evidențiind faptul că personajul principal, Ilin, fusese în detenție. Dramaturgul și-a exprimat dorința de a participa la montarea lui Țurcanu, jucând rolul Vizitatorului restaurantului. Rolurile principale, Tamara și Ilin, urmau să fie interpretate de actorii petersburghezi Olga Samoshina și Konstantin Vorobiov. Cu toate acestea, producția spectacolului nu a fost finalizată. Procesul detaliat de repetiții și analiza psihologică aprofundată, caracteristice metodei regizorale a lui Țurcanu, au întâmpinat rezistență din partea duetului actoricesc și conjugal Samoshina-Vorobiov, care insistau asupra unor zone de creație actoricească liberă. Repetițiile spectacolului au fost întrerupte. 
În 2000, regizorul s-a întors la Petrozavodsk. În 2003, pe scena Teatrului Național al Kareliei, Iuri Țurcanu a montat spectacolul Familia Ivanov după scenariul de film al lui Andrei Platonov. În 2005, la invitația lui Rudolf Furmanov, s-a întors la Sankt Petersburg și, în 2008, a devenit regizor angajat al Teatrului „Antrepriza Rusă”. 
Este cunoscut ca un interpret al clasicilor ruși, în special al pieselor lui A.N. Ostrovski, L.N. Tolstoi și A.P. Cehov, pe scena din Petersburg. Deținând darul de a dezvălui esența autorului, limbajul regizoral al lui Țurcanu urmează în mare măsură nu doar pe cel al mentorului său, G.A. Tovstonogov, ci continuă și tradițiile teatrale ale lui Anatoli Efros și Piotr Fomenko. 
În decursul a zece ani, între 2003 și 2012, a montat spectacole după piese ale lui A.N. Ostrovski, precum Glumeții, Abisul și Frumusețea săracă, care aveau puțină istorie scenică. 

## Premii și recunoaștere
Iuri Țurcanu a fost distins cu Premiul Național de Teatru „Evgheni Lebedev” în 2011 și cu premiul „Masca Onega”.